# Nagylak
Nagylak est un village et une commune du comitat de Csongrád en Hongrie. Son territoire est bordé au sud par la rivière Mureș et à l'est par la frontière entre la Hongrie et la Roumanie. Au sud-est de la localité, un poste-frontière est aménagé à l'extrémité de la route principale hongroise 43, sur un axe qui se prolonge par la route nationale roumaine 7. Ce poste est un point de contact entre l'espace Schengen et la Roumanie. 